# Tilletia aristidae
Tilletia aristidae är en svampart som beskrevs av Vánky 2002. Tilletia aristidae ingår i släktet Tilletia och familjen Tilletiaceae.   Inga underarter finns listade i Catalogue of Life.